# Gle Cutu
Gle Cutu är en kulle i Indonesien.   Den ligger i provinsen Aceh, i den västra delen av landet, 1 800 km nordväst om huvudstaden Jakarta. Toppen på Gle Cutu är 142 meter över havet, eller 96 meter över den omgivande terrängen. Bredden vid basen är 1,0 km.
Terrängen runt Gle Cutu är kuperad åt nordost, men åt sydväst är den platt. Runt Gle Cutu är det mycket glesbefolkat, med 7 invånare per kvadratkilometer. I omgivningarna runt Gle Cutu växer i huvudsak städsegrön lövskog.